# (78430) Andrewpearce
(78430) Andrewpearce (2002 QX48) – planetoida z pasa głównego asteroid okrążająca Słońce w ciągu 4,46 lat w średniej odległości 2,71 j.a. Odkryta 18 sierpnia 2002 roku.